# Boston Bar
Boston Bar est une ville canadienne de la Colombie-Britannique située dans le District régional de Fraser Valley.